# Distretto di Glio-Twarbo
Il distretto di Glio-Twarbo è un distretto della Liberia facente parte della contea di Grand Gedeh.